# Rio Doftăniţa (Prahova)
O Rio Doftăniţa é um rio da Romênia, afluente do Doftana, localizado no distrito de Prahova.